# Gran Premio de España de Motociclismo de 2008

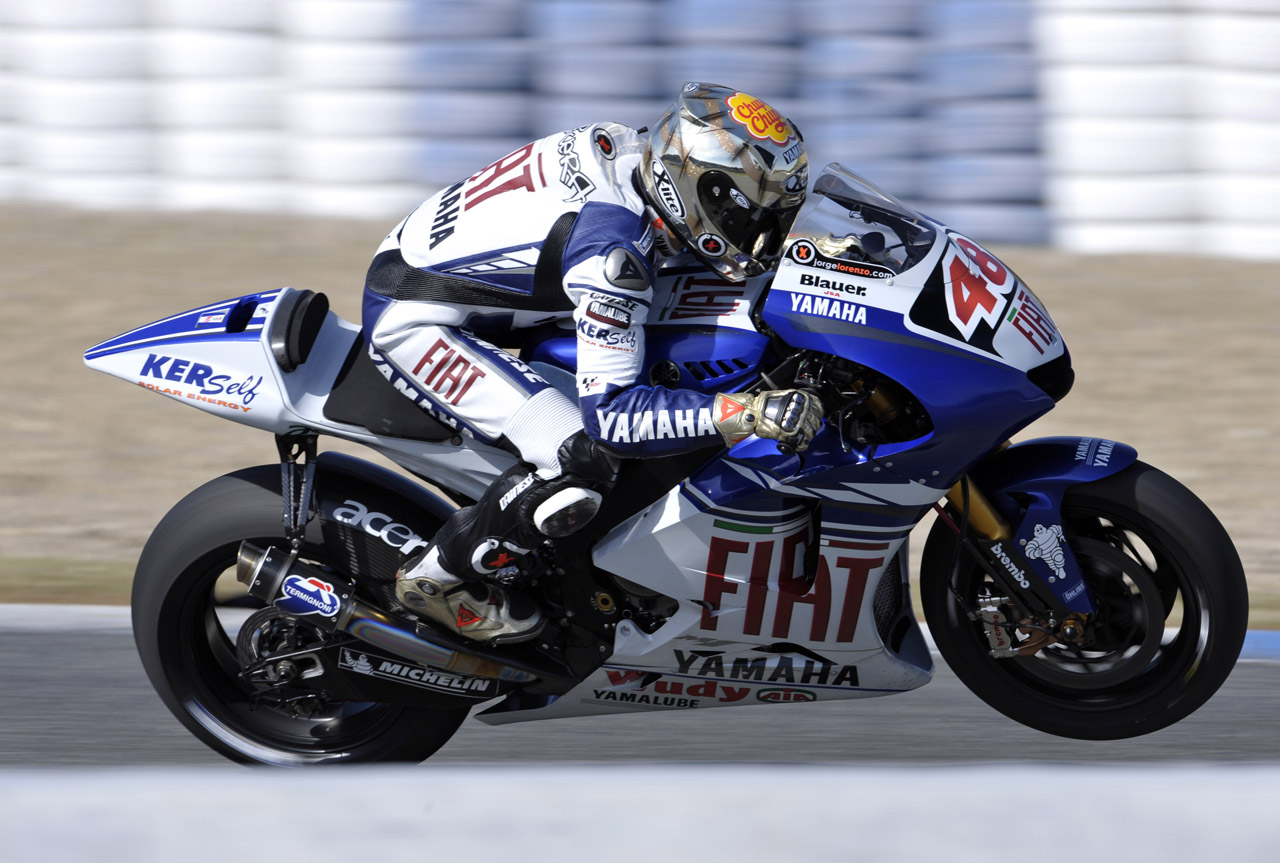
Jorge Lorenzo realizando pruebas libres en el Circuito de Jerez en febrero del mismo año.

El Gran Premio de motociclismo de España de 2008 fue la segunda prueba del Campeonato del mundo de motociclismo de 2008. Tuvo lugar el fin de semana comprendido entre el 28 y el 30 de marzo de 2008, en el Circuito Permanente de Jerez, situado en la ciudad andaluza de Jerez de la Frontera, España.
Dani Pedrosa ganó la carrera de MotoGP, que finalizó por delante de Valentino Rossi y Jorge Lorenzo que había comenzado en la pole position. Mika Kallio ganó la carrera de 250cc, tras la colisión entre Álvaro Bautista y Marco Simoncelli, que iban líderes hasta una emocionante última vuelta. La carrera de 125cc fue ganada por Simone Corsi, seguido por Nicolás Terol y Bradley Smith, que comenzó en la pole position.

## Clasificación

### Clasificación MotoGP
| Pos | Nro | Piloto           | Constructor | Vueltas completadas | Tiempo    | Parrilla de salida | Puntos  |
| --- | --- | ---------------- | ----------- | ------------------- | --------- | ------------------ | ------- |
| 1   | 2   | Dani Pedrosa     | Honda       | 27                  | 45:35:121 | 2                  | 25      |
| 2   | 46  | Valentino Rossi  | Yamaha      | 27                  | +2.883    | 5                  | 20      |
| 3   | 48  | Jorge Lorenzo    | Yamaha      | 27                  | +4.339    | 1                  | 16      |
| 4   | 69  | Nicky Hayden     | Honda       | 27                  | +10.142   | 4                  | 13      |
| 5   | 65  | Loris Capirossi  | Suzuki      | 27                  | +27.524   | 10                 | 11      |
| 6   | 52  | James Toseland   | Yamaha      | 27                  | +27.808   | 8                  | 10      |
| 7   | 21  | John Hopkins     | Kawasaki    | 27                  | +28.296   | 9                  | 9       |
| 8   | 4   | Andrea Dovizioso | Honda       | 27                  | +28.449   | 13                 | 8       |
| 9   | 56  | Shinya Nakano    | Honda       | 27                  | +32.569   | 11                 | 7       |
| 10  | 7   | Chris Vermeulen  | Suzuki      | 27                  | +35.091   | 12                 | 6       |
| 11  | 1   | Casey Stoner     | Ducati      | 27                  | +42.223   | 7                  | 5       |
| 12  | 33  | Marco Melandri   | Ducati      | 27                  | +44.498   | 18                 | 4       |
| 13  | 13  | Anthony West     | Kawasaki    | 27                  | +45.807   | 15                 | 3       |
| 14  | 15  | Alex De Angelis  | Honda       | 27                  | +45.871   | 14                 | 2       |
| 15  | 24  | Toni Elías       | Ducati      | 27                  | +1:09.558 | 16                 | 1       |
| 16  | 50  | Sylvain Guintoli | Ducati      | 27                  | +1:14.442 | 17                 |         |
| Ret | 5   | Colin Edwards    | Yamaha      | 5                   | Caída     | 3                  |         |
| Ret | 14  | Randy de Puniet  | Honda       | 2                   | Retirado  | 6                  | Fuente: |

### Clasificación 250cc
| Pos | Nro | Piloto              | Constructor | Vueltas completadas | Tiempo    | Parrilla de salida | Puntos  |
| --- | --- | ------------------- | ----------- | ------------------- | --------- | ------------------ | ------- |
| 1   | 36  | Mika Kallio         | KTM         | 26                  | 45:27:908 | 2                  | 25      |
| 2   | 75  | Mattia Pasini       | Aprilia     | 26                  | +4.277    | 10                 | 20      |
| 3   | 72  | Yuki Takahashi      | Honda       | 26                  | +4.287    | 11                 | 16      |
| 4   | 4   | Hiroshi Aoyama      | KTM         | 26                  | +4.876    | 6                  | 13      |
| 5   | 21  | Héctor Barberá      | Aprilia     | 26                  | +5.968    | 7                  | 11      |
| 6   | 6   | Alex Debón          | Aprilia     | 26                  | +13.633   | 3                  | 10      |
| 7   | 60  | Julián Simón        | KTM         | 26                  | +16.372   | 5                  | 9       |
| 8   | 15  | Roberto Locatelli   | Gilera      | 26                  | +22.571   | 8                  | 8       |
| 9   | 41  | Aleix Espargaró     | Aprilia     | 26                  | +28.606   | 15                 | 7       |
| 10  | 52  | Lukas Pesek         | Aprilia     | 26                  | +32.726   | 17                 | 6       |
| 11  | 25  | Alex Baldolini      | Aprilia     | 26                  | +38.602   | 16                 | 5       |
| 12  | 14  | Ratthapark Wilairot | Honda       | 26                  | +43.371   | 19                 | 4       |
| 13  | 17  | Karel Abraham       | Aprilia     | 26                  | +54.159   | 14                 | 3       |
| 14  | 43  | Manuel Hernández    | Aprilia     | 26                  | +1:21.938 | 21                 | 2       |
| 15  | 10  | Imre Tóth           | Aprilia     | 25                  | +1 vuelta | 22                 | 1       |
| 16  | 45  | Doni Tata Pradita   | Yamaha      | 25                  | +1 vuelta | 23                 |         |
| Ret | 19  | Álvaro Bautista     | Aprilia     | 25                  | Colisión  | 1                  |         |
| Ret | 58  | Marco Simoncelli    | Gilera      | 25                  | Colisión  | 9                  |         |
| Ret | 12  | Thomas Lüthi        | Aprilia     | 22                  | Caída     | 4                  |         |
| Ret | 54  | Manuel Poggiali     | Gilera      | 20                  | Retirado  | 18                 |         |
| Ret | 32  | Fabrizio Lai        | Gilera      | 17                  | Retirado  | 12                 |         |
| Ret | 50  | Eugene Laverty      | Aprilia     | 8                   | Retirado  | 20                 |         |
| Ret | 55  | Héctor Faubel       | Aprilia     | 2                   | Caída     | 13                 | Fuente: |

### Clasificación 125cc
| Pos     | Nro | Piloto              | Constructor | Vueltas completadas | Tiempo     | Parrilla de salida | Puntos |
| ------- | --- | ------------------- | ----------- | ------------------- | ---------- | ------------------ | ------ |
| 1       | 24  | Simone Corsi        | Aprilia     | 23                  | 41:46.100  | 5                  | 25     |
| 2       | 18  | Nicolás Terol       | Aprilia     | 23                  | +3.206     | 2                  | 20     |
| 3       | 38  | Bradley Smith       | Aprilia     | 23                  | +4.986     | 1                  | 16     |
| 4       | 17  | Stefan Bradl        | Aprilia     | 23                  | +5.022     | 3                  | 13     |
| 5       | 22  | Pablo Nieto         | KTM         | 23                  | +6.254     | 13                 | 11     |
| 6       | 51  | Stevie Bonsey       | Aprilia     | 23                  | +20.563    | 6                  | 10     |
| 7       | 54  | Scott Redding       | Aprilia     | 23                  | +22.517    | 8                  | 9      |
| 8       | 77  | Dominique Aergerter | Derbi       | 23                  | +23.002    | 11                 | 8      |
| 9       | 63  | Mike di Meglio      | Derbi       | 23                  | +23.928    | 7                  | 7      |
| 10      | 11  | Sandro Cortese      | Aprilia     | 23                  | +33.541    | 15                 | 6      |
| 11      | 35  | Raffaele de Rosa    | KTM         | 23                  | +33.664    | 10                 | 5      |
| 12      | 12  | Esteve Rabat        | KTM         | 23                  | +33.987    | 16                 | 4      |
| 13      | 71  | Tomoyoshi Koyama    | KTM         | 23                  | +34.426    | 21                 | 3      |
| 14      | 44  | Pol Espargaró       | Derbi       | 23                  | +40.038    | 17                 | 2      |
| 15      | 73  | Takaaki Nakagami    | Aprilia     | 23                  | +44.515    | 19                 | 1      |
| 16      | 60  | Michael Ranseder    | Aprilia     | 23                  | +45.498    | 24                 |        |
| 17      | 16  | Jules Cluzel        | Loncin      | 23                  | +49.685    | 27                 |        |
| 18      | 29  | Andrea Iannone      | Aprilia     | 23                  | +53.186    | 20                 |        |
| 19      | 30  | Pere Tutusaus       | Aprilia     | 23                  | +58.037    | 25                 |        |
| 20      | 19  | Roberto Lacalendola | Aprilia     | 23                  | +1:03.610  | 28                 |        |
| 21      | 5   | Alexis Masbou       | Loncin      | 23                  | +1:04.732  | 26                 |        |
| 22      | 76  | Iván Maestro        | Honda       | 23                  | +1:19.599  | 34                 |        |
| 23      | 78  | Daniel Sáez         | Aprilia     | 23                  | +1:24.990  | 32                 |        |
| 24      | 69  | Louis Rossi         | Honda       | 23                  | +1:48.192  | 33                 |        |
| 25      | 79  | Alberto Moncayo     | Derbi       | 20                  | +3 vueltas | 35                 |        |
| Ret     | 14  | Axel Pons           | Aprilia     | 22                  | Caída      | 23                 |        |
| Ret     | 8   | Lorenzo Zanetti     | KTM         | 14                  | Caída      | 31                 |        |
| Ret     | 56  | Hugo Van den Berg   | Aprilia     | 12                  | Retirado   | 30                 |        |
| Ret     | 6   | Joan Olivé          | Derbi       | 9                   | Caída      | 18                 |        |
| Ret     | 99  | Danny Webb          | Aprilia     | 8                   | Caída      | 9                  |        |
| Ret     | 27  | Stefano Bianco      | Aprilia     | 7                   | Caída      | 14                 |        |
| Ret     | 33  | Sergio Gadea        | Aprilia     | 6                   | Caída      | 12                 |        |
| Ret     | 7   | Efrén Vázquez       | Aprilia     | 6                   | Caída      | 22                 |        |
| Ret     | 1   | Gábor Talmácsi      | Aprilia     | 3                   | Retirado   | 4                  |        |
| Fuente: |     |                     |             |                     |            |                    |        |